# دریاچه بردویل
دریاچه بردویل (عربی: بحيرة البردويل‎، ت. «Buḥayrat al-Bardawīl»)، یکی کولاب شور بزرگ در نزدیکی ناحیه محافظت‌شده زرانیق در کشور مصر است که در ساحل شمالی شبه‌جزیره سینا واقع شده است.